# Real (varehuskæde)
 For alternative betydninger, se Real.
Real (layoutet real,-) er en international supermarkedskoncern, drevet af den tyske detailhandelsgigant Metro AG.
Udover fødevarer, så tilbyder real,- også et bredt sortiment af husholdningsvarer, elektronik, bøger, medier, tekstiler, fodtøj og sportsudstyr.
Lavprisvarehuskæden driver en række egne mærker: TiP (Toll im Preis, Fantastisk til prisen), real Quality, realSelection og real,- Bio.

## Opkøb
I 2006 opkøbte Metro AG Wal-Marts 85 varehuse i Tyskland. Metro AG har også opkøbt varehuse i Polen. Desuden opkøbte Metro AG 26 lavprisvarehuse (Géant) af den franske detailhandelskoncern Casino. Alle varehuse blev navngivet og markedsført real,-. 

## Internationale aktiviteter
| Land     | Første varehus | Antal lavprisvarehuse |
| Tyskland | 1992           | 124                   |
| Tyrkiet  | 1998           | 13                    |
| Rumænien | 2006           | 2                     |